# Hunga Tonga
Hunga Tonga-Hunga Haʻapai es un volcán submarino situado unos 30 kilómetros al sureste del volcan Fonuafoʻou, una isla que forma parte de la nación de Tonga.

## Erupción y formación de una nueva isla
En diciembre de 2015, el volcán entró en erupción por segunda vez en cinco años, formando una nueva superficie de tierra emergida entre dos islas anteriormente formadas por el mismo volcán. La isla está formada principalmente por la acumulación de roca magmática fragmentada.
Inicialmente, las previsiones estimaban que la isla desaparecería al cabo de unos meses. Sin embargo, un estudio de la NASA afirma que su existencia podría prolongarse entre seis y treinta años, siendo así "la primera isla de este tipo que persiste «en la era del satélite moderno»". Esta resistencia tiene un posible origen en la mezcla entre rocas y aguas cálidas, que da lugar a una sustancia llamada toba.

### Erupción de 2022
Una erupción ocurrida el 15 de enero de 2022 produjo un tsunami que impactó a las islas del país insular y generó también un maremoto en Fiyi además de otros países con costas en el Pacífico.

## Interés científico
La isla es objeto de estudio por parte de la NASA, ya que considera que su desarrollo podría ser similar a los procesos geológicos que habrían sucedido en el planeta Marte. Además, la isla es una oportunidad para investigar los ciclos de la vida en espacios recién creados, de forma que pueda ayudar a identificar lugares donde buscar vida en Marte.